# Synapomorfie
Een synapomorfie (van Grieks: σύν - syn, "samen", ἀπό - apo, "af" en μορφή - morphè, "vorm") is in de cladistiek en evolutiebiologie een gemeenschappelijke eigenschap van de leden van een taxon, die ze geërfd hebben van de laatste gemeenschappelijke voorouder van dat taxon. De eigenschap was een apomorfie of "afgeleide eigenschap" bij de gemeenschappelijke voorouder. Synapomorfieën worden in de evolutiebiologie gebruikt om de evolutionaire verwantschappen (de zogenaamde fylogenie) tussen groepen taxa vast te stellen.

## Voorkomen
| Synapomorfieën van de eukaryoten. Deze zijn mogelijk weer verloren gegaan door reductie                                                                                | |
| Ultrastructurele kenmerken | Genen/eiwitten (moleculaire biologie en fysiologie) |
| - Kern - Kernporie - Endoplasmatisch reticulum - 9+2 flagel-structuur - mitotische spoelfiguur - acidified vacuoles - Golgiapparaat - meervoudige lineaire chromosomen | - α- & β-tubuline - actine - dyneïne - centrine - α-actinine (zie actine) - tropomyosine - myosine - kinesine - annexine - RNA-polymerase I, II, III - α-, δ- & ε-DNA-polymerase - Bip/cystosolic hsp70 - β-, ε- & ν-Tcp-1 chaperonine - CDC2/28 - PRP8 - Calmodulin - Ubiquitine - Histones H3 and H4 - Eukaryotische telomeren |
| Processen (ultrastructuur en fysiologie) | - α- & β-tubuline - actine - dyneïne - centrine - α-actinine (zie actine) - tropomyosine - myosine - kinesine - annexine - RNA-polymerase I, II, III - α-, δ- & ε-DNA-polymerase - Bip/cystosolic hsp70 - β-, ε- & ν-Tcp-1 chaperonine - CDC2/28 - PRP8 - Calmodulin - Ubiquitine - Histones H3 and H4 - Eukaryotische telomeren |
| - mitose - meiotische voortplanting - endocytose - endosymbiose - mitochondriale ademhaling                                                                            | - α- & β-tubuline - actine - dyneïne - centrine - α-actinine (zie actine) - tropomyosine - myosine - kinesine - annexine - RNA-polymerase I, II, III - α-, δ- & ε-DNA-polymerase - Bip/cystosolic hsp70 - β-, ε- & ν-Tcp-1 chaperonine - CDC2/28 - PRP8 - Calmodulin - Ubiquitine - Histones H3 and H4 - Eukaryotische telomeren |

Een synapomorfie is als nieuwe eigenschap (apomorfie) geëvolueerd bij de laatste gemeenschappelijke voorouder van het taxon: eerdere voorouders hadden het niet. Een voorbeeld van synapomorfie is de aanwezigheid van halters bij alle Diptera. Deze groep onderscheidt zich daardoor van andere insecten.
Niet alle afstammelingen van een gemeenschappelijke voorouder hoeven de synapomorfie te bezitten. Bij sommige afstammelingen kan de apomorfie later weer verdwenen zijn. In het eerste geval spreekt men van een unambiguous synapomorphy als het kenmerk binnen een bepaalde analyse nergens verder in de onderzochte taxa voorkomt. In het tweede geval is het een ambiguous synapomorphy.
De vaststelling van een mogelijke synapomorfie is een aanwijzing dat alle organismen die haar bezitten nauwer aan elkaar verwant zijn dan aan een zustergroep binnen een ruimer taxon. Men kan dan geen nauwere verwantschap aannemen tussen de zustergroep en leden van een ruimere groep op de enkele grond dat beide de synapomorfie missen. Melkklieren zijn bijvoorbeeld een synapomorfie bij de zoogdieren. Vissen en reptielen hebben geen melkklieren, maar daar mag niet uit worden afgeleid dat vissen en reptielen nauwer aan elkaar verwant zijn; hun gezamenlijke kenmerk is in dit verband een symplesiomorfie, een weer van de gemeenschappelijke voorouder van alle drie de groepen overgenomen eigenschap, die niets over hun relatieve verwantschap ten opzichte van de zoogdieren zegt. Het hangt vaak van het analyseniveau af of eenzelfde eigenschap als synapomorfie of symplesiomorfie moet worden aangeduid: het hebben van vijf tenen aan de achterpoot is een symplesiomorfie voor apen en hagedissen in relatie tot paarden — het duidt er niet op dat hagedissen nauwer verwant zijn aan apen — maar is weer hun synapomorfie in relatie tot de basale tetrapode voorouder bij welke het kenmerk verscheen.
Omdat eigenschappen in een groep vaak weer verdwijnen, is het vrijwel onmogelijk om door een enkele eigenschap een evolutionaire verwantschap vast te stellen. Biologen proberen in het kader van de cladistiek alle synapomorfieën op te sporen en de meest waarschijnlijke stamboom (cladogram) te berekenen. Met behulp van het cladogram kan geprobeerd worden een fylogenetische stamboom op te stellen.